# Not Fade Away
Not Fade Away is een nummer dat geschreven is in 1957 en op naam staat van Charles Hardin en Norman Petty. Charles Hardin was Buddy Holly; diens echte naam was Charles Hardin Holley. Buddy Holly was ook degene die het nummer voor het eerst opnam. Het werd echter uitgebracht onder de naam The Crickets.

## Versie van Buddy Holly
De Amerikaanse zanger Buddy Holly en zijn begeleidingsband The Crickets namen het nummer voor het eerst op op 27 mei 1957. Jerry Allison, de drummer van The Crickets, verklaarde later dat hij een deel van de tekst had geschreven, terwijl het aandeel van Norman Petty, de producer van Buddy Holly, minimaal was. Het ritme van het nummer is geïnspireerd door de muziek van Bo Diddley; het is het typische ‘Bo Diddley-ritme’.
In oktober 1957 kwam het nummer uit op single als B-kant van Oh, Boy!. De plaat bracht het tot de tiende plaats in de Billboard Hot 100 en de derde plaats in de UK Singles Chart in het begin van 1958.
Het nummer kwam ook terecht op een lp met de titel The ‘Chirping’ Crickets, uitgebracht in 1957.

## Versie van The Rolling Stones
Op 10 januari 1964 nam de Engelse groep The Rolling Stones het nummer op in de Regent Sound Studios in Londen. Geruchten willen dat Phil Spector bij de opnamen aanwezig was en maraca's speelde, maar Bill Wyman ontkent dit. Het nummer werd op 21 februari 1964 uitgebracht als de derde Stones-single, als opvolger van I Wanna Be Your Man. De achterkant was Little by Little, een nummer van Phil Spector en Nanker Phelge. Nanker Phelge was een pseudoniem voor de groep als collectief. De plaat bracht het tot de derde plaats in de UK Singles Chart.
Het nummer kwam op 6 maart 1964 als single uit in de Verenigde Staten, ditmaal met I Wanna Be Your Man als achterkant. Dat nummer was in de VS niet eerder uitgebracht. De plaat bereikte de 48e plaats in de Billboard Hot 100.
Het nummer kwam ook terecht op England’s Newest Hitmakers: The Rolling Stones, de Amerikaanse versie van de lp The Rolling Stones, het Britse debuutalbum van de groep. Daar staat het nummer niet op. Daarentegen staat Mona (I Need You Baby) niet op de Amerikaanse versie.
In Nederland is de plaat wel uitgebracht (met Little by Little op de achterkant), maar was ze geen succes. In Nederland en Frankrijk kwam, ook nog in 1964, een ep uit met de nummers Not Fade Away, Little by Little, Stoned (op de hoes abusievelijk Stones genoemd) en Poison Ivy.
The Stones speelden Not Fade Away vele malen live tijdens hun optredens, vaak als openingsnummer. Het was bijvoorbeeld ook het openingsnummer tijdens hun Voodoo Lounge Tour van 1994-95. Het nummer staat ook op Voodoo Lounge Live, de registratie van een concert tijdens die tournee.

## Versie van Rush
In 1973 bracht de hardrockband Rush Not Fade Away uit als zijn eerste single, met op de B-kant You Can't Fight It. De plaat is nu een gewild verzamelobject, omdat beide nummers nooit op een cd verschenen zijn.

## Andere coverversies
Er bestaan daarnaast nog coverversies van o.a.:
- Sheryl Crow (als single in 2007; nummer 78 in de Billboard Hot 100);
- Chantal (een Duitse muziekgroep met een repertoire van de middeleeuwen tot moderne popmuziek) met Tony Sheridan;
- Mick Fleetwood (op het album The Visitor van 1981);
- Grateful Dead;
- Stevie Nicks;
- Quicksilver Messenger Service;
- The Supremes;
- James Taylor.

Het nummer is live gebracht, maar niet op de plaat gezet, door onder andere Bruce Springsteen, Bob Dylan, Tom Petty, Jack White, Steve Hillage, Jon Bon Jovi, Patti Smith en Simon and Garfunkel.